# Stanisław Minkiewicz
Stanisław Piotr Minkiewicz (ur. 5 lutego 1877 w Chełmie, zm. 2 lutego 1944 w Puławach) – polski zoolog, entomolog.

## Życiorys
Po ukończeniu gimnazjum w rodzinnym mieście wyjechał do Warszawy, gdzie w 1897 zapisał się na studia na Wydziale Fizyczno-Matematycznym na Uniwersytecie. Na drugim roku studiów uczestniczył w strajku studenckim za co został aresztowany i uwięziony w Cytadeli. W 1900 powrócił na uczelnię, trzy lata później przedstawił pracę napisaną pod kierunkiem prof. Pawieła Mitrofanowa i uzyskał stopień kandydata nauk przyrodniczych oraz uprawnienia do nauczania w szkołach średnich. Po strajku szkolnym uczył w ramach "Koła Wychowawców" na tajnych kompletach, a następnie przeniósł się do Galicji, gdzie został asystentem prof. Antoniego Wierzejskiego. Pod jego wpływem rozpoczął prace badawcze nad fauną jezior w Tatrach, do 1917 ogłosił wiele prac dotyczących grup zwierzęcych stanowiących tatrzańską faunę wodną. Na podstawie prowadzonych badań ustalił obecność trzystu czterech gatunków, do których zaliczały się wirki, wrotki, parzydełkowce, gąbki, pierwotniaki, nicienie, brzuchorzęski, skorupiaki, pierścienice, pajęczaki oraz owady, ryby i płazy. Podczas pobytu w Warszawie w 1908 został aresztowany za prowadzenie wykładów dla kółek robotniczych PPS, przez sześć tygodni przebywał w więzieniu, a następnie został zmuszony do opuszczenia zaboru rosyjskiego, w związku z czym wyjechał do Lwowa i otrzymał stanowisko asystenta w Katedrze Zoologii Akademii Rolniczej w Dublanach. W 1913 przedstawił na Uniwersytecie Lwowskim rozprawę o faunie jezior tatrzańskich i uzyskał tytuł doktora nauk, jego promotorem był prof. Józef Nusbaum. Po wybuchu I wojny światowej wstąpił w szeregi Legionów Polskich, walczył do 1917, a następnie powrócił do Lwowa i pracy na uczelni. Po odzyskaniu przez Polskę niepodległości wyjechał do Puław, gdzie należał do organizatorów Państwowego Instytutu Naukowego Gospodarstwa Wiejskiego (PINGW) w którym otrzymał stanowisko kierownika Pododdziału Entomologicznego. W 1920 powierzono mu kierownictwo Działu Entomologicznego, a od 1927 Wydziału Ochrony Roślin i Działu Entomologicznego. Od 1935 był docentem zoologii Uniwersytetu Stefana Batorego, od 1930 należał do członków komitetu redakcyjnego wydawnictw PINGW, w 1936 awansowano go na stanowisko redaktora. Po śmierci prof. Zygmunta Mokrzeckiego w marcu 1936 Stanisław Minkiewicz został przewodniczącym sekcji entomologii stosowanej w Polskim Związku Entomologicznym. W entomologii interesował się szkodnikami sadów, był autorem prac dotyczących biologii miodówki jabłoniowej, wznosika doparka, namionika jabłoniowego, blastodacna nigra (nazwana przez niego drążelem) oraz owocówki jabłkóweczki.
Należał do Towarzystwa Naukowego Warszawskiego i Komisji Fizjograficznej PAU, był założycielem i przewodniczącym puławskiego oddziału Towarzystwa Ochrony Przyrody.
Stanisław Minkiewicz wspólnie z Tytusem Jemielewskim założył w 1921 Uniwersytet Ludowy im. Adama Mickiewicza, a następnie Towarzystwo Krzewienia Oświaty, które prowadziło kursy krawieckie dla dziewcząt w Puławach, Kazimierzu Dolnym i Opolu Lubelskim.
Jego stan zdrowia załamał się po otrzymaniu informacji o śmierci jedynego syna, który był więźniem obozu Sachsenhausen-Oranienburg. Zmarł nagle na atak serca, spoczywa w Puławach.